# Bosc dels Quadrells
El bosc dels Quadrells és una pineda del municipi de la Molsosa, comarca del Solsonès situada a llevant del nucli dels Quadrells.